# Уэнтуорт, Уильям, 2-й граф Страффорд

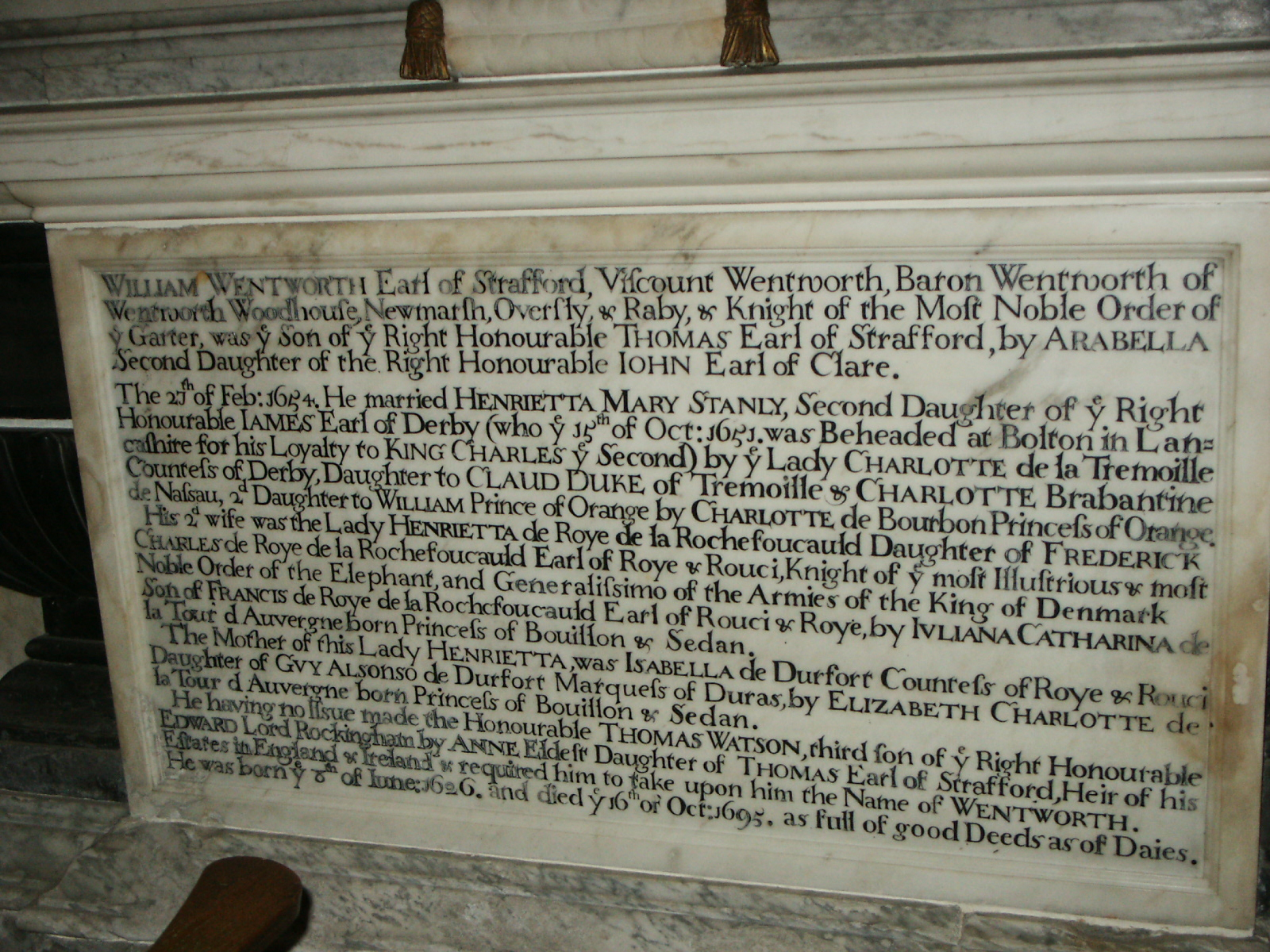
Надпись на памятнике Уильяму Уэнтуорту, 2-му графу Страффорду, описывающая его происхождение и преемственность.

Уильям Уэнтуорт, 2-й граф Страффорд (англ. William Wentworth, 2nd Earl of Strafford; 8 июня 1626 — 16 октября 1695) — английский аристократ и землевладелец.
Титулы — 2-й граф Стаффорд, 2-й виконт Уэнтуорт, 2-й барон Уэнтуорт из Уэнтуорт-Вудхауса, барон Ньюмарч и Оверсли, 2-й барон Рэби и 3-й баронет Уэнтуорт из Уэнтуорт-Вудхауса, Йоркшир'.

## Происхождение
Он родился 8 июня 1626 года в Уэнтуорт-Вудхаусе. Единственный выживший сын Томаса Уэнтуорта, 1-го графа Страффорда (1593—1641) от его второй жены Арабеллы Холлс (1594—1631), дочери Джона Холлса, 1-го графа Клэр . Его мать умерла при родах, когда ему было пять лет, после чего его отец снова женился на Элизабет Роудс, которая была доброй мачехой Уильяму и его сестрам.

## Карьера
Учился в Тринити-колледже Дублина. Когда его отец был казнен за измену в 1641 году, Уильям на несколько лет покинул Англию, главным образом из-за страха перед репрессиями (хотя большинство врагов его отца не питали недоброжелательности к его вдове или детям), и некоторое время жил во Франции. Говорят, что он действовал в качестве агента роялистов в Германии и Дании в партнерстве с Генри Ковентри, что закончилось ожесточенной ссорой и дуэлью.
В 1652 году ему разрешили вернуться в Англию после принесения присяги отречения. В 1662 году законопроект об аресте его отца был отменен парламентом, и он восстановил в титуле графа Страффорда и был посвящен в рыцари Подвязки в 1661 году. Он был избран членом Королевского общества в 1668 году, но был исключен в 1685 году.
Он вел довольно «малоизвестную, непримечательную и неинтересную жизнь», однако его речь 1667 года в Палате лордов была достойна похвалы , протестуя против изгнания Эдварда Хайда, 1-го графа Кларендона, на том основании, что никакого преступления не было. против него было доказано; его отношение тем более похвально, что Кларендон был одним из злейших врагов своего отца. Он стал членом Тайного совета в 1674 году и присутствовал на решающем заседании в 1678 году, когда Титус Оутс впервые раскрыл свой сфабрикованный Папистский заговор . Во время Билля об отводе он поддерживал будущего короля Якова II Стюарта и обязательно навещал его, когда Яков путешествовал через Йоркшир по пути в Шотландию в 1679 году.
Его можно охарактеризовать как «довольно ленивого и бесхарактерного», но его очень любила семья, особенно отец, последнее письмо которого было «дорогому Уиллу» от «отца, который нежно любит тебя».

## Браки
2-й граф Стаффорд был дважды женат. 27 февраля 1654 года его первой женой стала леди Генриетте Мэри Стэнли (17 ноября 1630 — 27 декабря 1685), дочь Джеймса Стэнли, 7-го графа Дерби, от его жены Шарлотты де Ла Тремуй (ум. 1685) , дочери Клода де Ла Тремуйля, 2-го герцога Туарского, и графини Шарлотты Брабантины Нассауской, второй дочери Вильгельма I, принца Оранского (1533—1584), прадеда короля Англии Вильгельма III. Брак был бездетным, и Генриетта умерла раньше него. С её похоронами произошли беспорядки . Она была похоронена в Йоркском соборе, где в её память воздвигнут впечатляющий памятник, который стоит до сих пор.
Во-вторых, он женился на Генриетте де Ларошфуко (ок. 1677 — 11 ноября 1732), дочери Фредерика Шарля де Руа де Ларошфуко, графа де Руа (1632—1690). Вдовствующая графиня была похоронена в Сент-Джеймсе, Вестминстер, Лондон, 14 ноября 1732 года.

## Смерть и наследие
Он умер в Йоркшире 16 октября 1695 года в возрасте 69 лет и был похоронен в Йоркском соборе.
Округ Страффорд, штат Нью-Гэмпшир в США, назван в его честь.

## Преемственность
Так как Уильям Уэнтуорт, 2-й граф Стаффорд, не имел детей и оставшихся в живых братьев, его графский титул угас, но его титул барона Рэби унаследовал его двоюродный брат, Томас Уэнтуорт, 1-й граф Страффорд (1672—1739), внук сэра Уильяма Уэнтуорта из Эшби (ок. 1593—1644), младшего брата 1-го графа Стаффорда, ставший в новой креации графом Страффордом в 1711 году. Однако его обширные поместья, включая Уэнтуорт-Вудхаус, перешли к его младшему племяннику Томасу Уотсону (1665—1723), третьему сыну его сестры Энн Уэнтуорт, который в соответствии с завещанием принял дополнительную фамилию Уэнтуорт.